# Oklahoma County
Oklahoma County är ett administrativt område i delstaten Oklahoma, USA. År 2010 hade countyt 718 633 invånare. Den administrativa huvudorten (county seat) är Oklahoma City. 

## Geografi
Enligt United States Census Bureau har countyt en total area på 1 860 km². 1 836 km² av den arean är land och 23 km² är vatten. Tinker Air Force Base är belägen i countyt.

### Angränsande countyn
- Logan County - nord
- Lincoln County - öst
- Pottawatomie County - sydost
- Cleveland County - syd
- Canadian County - väst
- Kingfisher County - nordväst

### Orter
- Arcadia
- Bethany
- Choctaw
- Del City
- Edmond
- Forest Park
- Harrah
- Jones
- Lake Aluma
- Luther
- Midwest City
- Nichols Hills
- Nicoma Park
- Oklahoma City (huvudort)
- Smith Village
- Spencer
- The Village
- Valley Brook
- Warr Acres
- Woodlawn Park